# سكرشيتشن
سكرشيتشن هي قرية تقع ضمن التقسيم الإداري (غمينا) دوبينكا داخل مقاطعة خليم في محافظة لوبلين في شرق بولندا بالقرب من الحدود مع أوكرانيا.  تقع على بعد حوالي 9 كيلومتر (6 ميل) جنوب شرق دوبينكا و 37 كيلومتر (23 ميل) جنوب شرق تشيلم، و 100 كيلومتر (62 ميل) شرق العاصمة الإقليمية لوبلان.
تأسست المدينة في عام 1871 على يد الحاخام موردوكو كيلمان روتنبرغ، ابن شقيق جورا كالفاريا الشهير. قبل الغزو الألماني لبولندا خلال الحرب العالمية الثانية كان عدد السكان اليهود في سكرشيتشن من 150 إلى 300 يهودي. في نوفمبر 1941 تم إعادة توطين العديد من اليهود من سكرشيتشن في خروبياشوف حيث تم وضعهم في العمل القسري. في يونيو 1942 تم ترحيلهم إلى مع اليهود من الحي اليهودي في خروبياشوف إلى معسكر الإبادة النازية في سوبيبور.